# Cirrhilabrus brunneus
Cirrhilabrus brunneus är en fiskart som beskrevs av Allen 2006. Cirrhilabrus brunneus ingår i släktet Cirrhilabrus och familjen läppfiskar. IUCN kategoriserar arten globalt som otillräckligt studerad. Inga underarter finns listade i Catalogue of Life.